# Helmut Baumgarten
Helmut Baumgarten (* 1937 in Stolzenau, Schlesien) war bis 2004 Lehrstuhlinhaber für Materialflusstechnik und Logistik der TU Berlin.

## Leben
Nach seinem Hochschulstudium und Tätigkeiten in der Praxis promovierte er 1972 zum Dr.-Ing. und habilitierte sich 1974. Ab 1976 lehrte Baumgarten an der TU Berlin die Fächer Materialfluss und Logistik. Er war Vorsitzender der Gemeinsamen Kommission Wirtschaftsingenieurwesen (GKWi). Über die TU Berlin hinaus war er an der Entwicklung des Studiengangs Wirtschaftsingenieurwesen maßgeblich beteiligt, unter anderem als Vorstandsvorsitzender und langjähriges Vorstandsmitglied des VWI. Seit 1972 ist er Autor der Studie: „Wirtschaftsingenieurwesen in Ausbildung und Praxis“. Zudem ist Baumgarten Verfasser zahlreicher Standardwerke über Logistik und Materialflusstechnik. Seit 2004 ist Baumgarten emeritiert und hat den Lehrstuhl Frank Straube übergeben.
1990 gründete Baumgarten die Beratung Zentrum für Logistik und Unternehmensplanung (ZLU), die er 2000 für rund 35 Millionen Euro an Pixelpark verkaufte, was wegen des als überhöht empfundenen Kaufpreises 2002 zur Absetzung des damaligen Pixelpark-Chefs Paulus Neef führte.

## Auszeichnungen
- 2003: Bundesverdienstkreuz 1. Klasse des Verdienstordens der Bundesrepublik Deutschland
- 2008: Ehrendoktorwürde der EBS Universität für Wirtschaft und Recht[5]
- 2010: DHL Innovation Award für wegweisende Logistiklösungen für sein Lebenswerk[6]